# Nigramma bryophilina
Nigramma bryophilina är en fjärilsart som beskrevs av Felder 1874. Nigramma bryophilina ingår i släktet Nigramma och familjen nattflyn. Inga underarter finns listade i Catalogue of Life.